# Tjylandyk
Tjylandyk eller chylandyk är en sångteknik som lättast sammanfattas som att man sammanfogar tungpositionerna i sygyt med en baston skapad med kargyraa. Resultatet blir en kraftig, mycket låg baston med en melodi av höga övertoner. Sångstilen används ofta som tillfälliga inslag i kargyraa, där övertonerna till högre grad skapas med munhålans form.